# Fragmentum Grenfellianum
Ci siamo uniti.»
Con il nome Fragmentum Grenfellianum ci si riferisce ad un frammento di papiro contenente un brano letterario in lingua greca antica di autore ignoto, risalente alla fine del III secolo a.C. e ritrovato nel 1896 fra i Papiri di Ossirinco. È comunemente noto anche con il nome di Lamento dell'esclusa.

## La scoperta
Nel 1896 due giovani filologi dell'Università di Oxford, Bernard Grenfell ed Arthur Hunt, iniziarono gli scavi nell'area della città di Ossirinco. Le condizioni climatiche favorevoli - clima secco, assenza di precipitazioni - fecero sì che un enorme numero di papiri fosse conservato dalle sabbie. Tra i ritrovamenti di inestimabile valore quali i papiri di Menandro, di Eschilo, Sofocle ed Euripide, venne ritrovato anche un papiro leggibile solo nella prima colonna, contenente 40 versi e denominato Grenfelliano dal nome del primo editore, Bernard Grenfell.

## Il contenuto
Noto anche come Il lamento dell'esclusa, si presenta come un paraclausithyron di una donna presso la porta dell'amato che però la respinge e la esclude dalla sua vita. Nel componimento si fa riferimento ad una casuale ingiustizia, forse riferimento ad un tradimento da parte della donna che infatti dice successivamente di preferire l'amore verso più uomini piuttosto che un amore unico, che la donna dice: rende folli. Il contesto è notturno, e tradizionale è la presenza del binomio amore-notte, proveniente in realtà già da diverse fonti precedenti, prima fra tutte Saffo, così come la poetessa di Lesbo è presente nella concezione dell'amore come animale, come fuoco, come elemento che strugge chi ama.

## Stile e metrica
A lungo creduto un componimento prosastico, in realtà è stata individuata la presenza di docmi, metro tipico dei lamenti delle eroine tragiche euripidee, e dunque è componimento poetico. Il linguaggio è tipico della koinè attica, caratterizzato da termini non tanto provenienti da Omero, come di solito negli alessandrini, quanto invece caratterizzato da neologismi e da termini del Nuovo Testamento, tipicamente popolari.